# Abilene, Texas
Abilene ([ˈæbɪliːn]) är en stad (city) i Taylor County och Jones County i delstaten Texas i USA. Den har fått sitt namn efter staden Abilene i Kansas. Staden hade 125 182 invånare, på en yta av 290,32 km² (2020). Abilene är administrativ huvudort (county seat) i Taylor County.
Staden är centrum för ett jordbruksdistrikt. Universitetet i Abilene grundades 1891. Abilene-paradoxen är namngiven efter staden.